# Wolfgang Golasowski
Wolfgang Golasowski (*  22. Mai 1953 in Bremerhaven) ist ein deutscher Jurist, Richter und war Staatsrat der Freien Hansestadt  Bremen.

## Biografie

### Familie, Ausbildung und Beruf
Golasowski studierte von 1974 bis 1980 Rechtswissenschaften an der Universität Bremen und absolvierte beide Staatsexamen. Er trat 1981 in den bremischen Justizdienst ein, als Richter an den Amtsgerichten Bremerhaven und Bremen sowie an dem Landgericht Bremen. 1989 wechselte er zur Behörde des Senators für Justiz und Verfassung in Bremen und war als Referent und Referatsleiter zuständig für die Einführung der technikunterstützten Informationsverarbeitung (TUI). Es folgte seine Berufung zum Oberlandesgericht Bremen.
1992 ging er zur damaligen Bremer Senatskommission für das Personalwesen, wo er Leiter des Referats für TUI-Grundsatzfragen und zeitweise auch des Organisationsreferates wurde. 1994 erfolgte seine Berufung zum Geschäftsführer des bremischen Eigenbetriebs Informations- und Datentechnik Bremen (ID Bremen), der aus dem Rechenzentrum der bremischen Verwaltung hervorgegangen war. Nach Aufnahme der debis Systemhaus als Partner ab 1997 leitete er als einer der Geschäftsführer die ID Bremen. Seit 2002 ist er Nachfolger von Bernd-Adolf Crome als Präsident des Landgerichts Bremen.
Golasowski ist verheiratet und hat zwei Kinder.

### Politik
1986 wurde er im Wahlkreis Bremen-Vahr über eine Naturschutzliste in den Vorstand des Bremischen Deichverbandes rechts der Weser gewählt und damit Stellvertreter von Gerold Janssen.
2007 erfolgte seine Ernennung zum Staatsrat beim Senator für Umwelt, Bau, Verkehr und Europa als einer der beiden Vertreter von Senator Reinhard Loske (Bündnis 90/Die Grünen) und als Nachfolger von Christine Kramer. In dieser Funktion wurde er 2007 Aufsichtsratsvorsitzender der Bremer Straßenbahn AG (BSAG). Ab 2011 war er auch Staatsrat bei Senator Joachim Lohse (Bündnis 90/Die Grünen). Seit 2012 ist er zudem Vorsitzender der Landesverkehrswacht Bremen.
Im Zusammenhang mit der Entlassung des ehemaligen Vorstandsvorsitzenden der Bremer Straßenbahn AG (BSAG) Wilfried Eisenberg wurden 2014 Vorwürfe gegen das Verhalten von Golasowski in seiner Eigenschaft als Aufsichtsratsvorsitzender des Unternehmens laut. Insbesondere wurde kritisiert, dass das staatliche Unternehmen an Eisenberg eine Abfindung von rund 230 000 Euro gezahlt habe.
Ende August 2015 schied Golasowski aus dem Amt des Staatsrats aus.